# Heilig Hartbeeld (Oudenbosch)
Het Heilig Hartbeeld is een standbeeld in de Nederlandse plaats Oudenbosch.

## Achtergrond
Het neogotische Heilig Hartbeeld werd gemaakt door Jan Custers en gemodelleerd naar een Christusbeeld van Bertel Thorvaldsen. Het werd op 15 augustus 1922, OLV Hemelvaart, onthuld door dr. Gribbling van het Heilig Hartcomité en ingewijd door pastoor De Wit. Het is geplaatst bij de RK-begraafplaats.

## Beschrijving
Een natuurstenen, staande Christusfiguur houdt zijn handen zegenend naar voren. Op zijn borst is het vlammende Heilig Hart te zien. Hij staat op een voetstuk met ojiefprofielen en op de hoeken voluten. Op de sokkel is aan de voorzijde een plaquette aangebracht met de tekst 

CHRISTO RIGI SVO AMANTISSIMO CIVES VETERI BVSCENSIS DIE 15 AVGVSTI 1922

.
Het beeld staat in een plantsoen langs de straat. Erachter is een halfronde bakstenen muur opgericht, met ondiepe cassetten, hierop staat een gepleisterde colonnade met rondbogen op vierkante zuilen.

## Waardering
Het beeldhouwwerk werd in 2002 als rijksmonument opgenomen in het monumentenregister, onder meer "vanwege de plaats in het oeuvre van de beeldhouwer Custers en de diversiteit aan toegepaste stijlen. Het en ander is onderdeel van een groter geheel, de kern van Oudenbosch, dat stedenbouwkundig van belang is en vanwege de situering welke verbonden is met de ontwikkeling van Oudenbosch en het is gaaf bewaard gebleven."